# Wereldkampioenschappen BMX 2012
De wereldkampioenschappen BMX 2012 werden van 23 tot en met 27 mei 2012 gehouden in Birmingham, Verenigd Koninkrijk.

## Medailles

### Mannen
| Onderdeel        | Goud | Goud           | Zilver | Zilver           | Brons | Brons            |
| ---------------- | ---- | -------------- | ------ | ---------------- | ----- | ---------------- |
| BMX elite        | AUS  | Sam Willoughby | FRA    | Joris Daudet     | FRA   | Moana Moo Caille |
| BMX junioren     | COL  | Carlos Ramírez | USA    | Maliek Blyndloss | FRA   | Léopold Tramier  |
| Tijdrit elite    | USA  | Connor Fields  | GBR    | Liam Phillips    | FRA   | Sylvain André    |
| Tijdrit junioren | FRA  | Romain Mahieu  | COL    | Carlos Ramírez   | USA   | Lain Van Ogle    |

### Vrouwen
| Onderdeel        | Goud | Goud              | Zilver | Zilver        | Brons | Brons              |
| ---------------- | ---- | ----------------- | ------ | ------------- | ----- | ------------------ |
| BMX elite        | FRA  | Magalie Pottier   | FRA    | Eva Ailloud   | CZE   | Romana Labounková  |
| BMX junioren     | USA  | Felicia Stencil   | GER    | Nadja Pries   | USA   | Dani George        |
| Tijdrit elite    | AUS  | Caroline Buchanan | GBR    | Shanaze Reade | FRA   | Eva Ailloud        |
| Tijdrit junioren | USA  | Felicia Stencil   | GER    | Nadja Pries   | DEN   | Simone Christensen |

### Medaillespiegel
| Plaats | Land                | Goud | Zilver | Brons | Totaal |
| 1      | Verenigde Staten    | 3    | 1      | 2     | 6      |
| 2      | Frankrijk           | 2    | 2      | 4     | 8      |
| 3      | Australië           | 2    | 0      | 0     | 2      |
| 4      | Colombia            | 1    | 1      | 0     | 2      |
| 5      | Duitsland           | 0    | 2      | 0     | 2      |
| 5      | Verenigd Koninkrijk | 0    | 2      | 0     | 2      |
| 7      | Denemarken          | 0    | 0      | 1     | 1      |
| 7      | Tsjechië            | 0    | 0      | 1     | 1      |
| Totaal | Totaal              | 8    | 8      | 8     | 24     |